# 藤井夏恋
藤井夏恋（日语：／ Fujii Karen */?，1996年7月16—），藝名KAREN，是日本女歌手、時裝模特兒，為女子歌舞團體E-girls、ShuuKaRen、Happiness成員，同時是時尚雜誌《JJ》的專屬模特兒。大阪府出身，所屬經紀公司為LDH。

## 来歴
2008年10月，EXPG出身者組成表演團體「Happiness」的成員。
2009年，成為時裝雜誌《nicola》的專屬模特兒，自2009年2月號至2013年5月號登場。
2013年，成為時裝雜誌《JJ》的專屬模特兒，自2013年9月號起登場。2016年3月號首度登上該雜誌封面，並在2017年4月號首度單獨登上該雜誌封面。
2016年8月11日、與親姊姊藤井萩花組成組合ShuuKaRen並開始活動。

## 人物
- EXPG大阪校出身。
- 姊姊是FLOWER的藤井萩花。
- 哥哥是Johnny's WEST的成員藤井流星。

## 出演
Happiness名義的出演参照「Happiness (組合)」、E-Girls名義的出演参照「E-Girls」

### 雜誌
- nicola（2009年2月号 - 、新潮社）専屬模特兒

### 活動
- TOKYO GIRLS COLLECTION by girlswalker.com '11 A/W（2011年9月3日、さいたまスーパーアリーナ）
- point spring collection 2012（2012年2月21日）

### 網絡電視
- nicola©（2009年 - 2010年、goomo） - 不定期出演

### 電視劇
- 公司可不是学校新世代逆袭篇 (2021年) - 主演 常田智美

## 外部連結
- LDH官方介紹 （页面存档备份，存于）
- nicola官方網站介紹